# 100 Days, 100 Nights (single)
100 Days, 100 Nights is een lied van de New Yorkse soulband Sharon Jones & The Dap-Kings. Het werd in 2006 opgenomen en in 2007 op Daptone uitgebracht als dragende single van het gelijknamige album. 

## Achtergrond
100 Days 100 Nights is geschreven door bassist, bandleider, producer en platenbaas Gabriel Roth. De tekst gaat over liefde en de titel verwijst naar het aantal dagen dat een mannenhart nodig heeft om uit elkaar te vallen. De videoclip is geregisseerd door Adam Elias Buncher met camera's uit de jaren vijftig in een eenvoudige stijl die de indruk wekt dat het om een optreden gaat in The Ed Sullivan Show. Ook voor de sixties-achtige muziek van Sharon Jones & The Dap-Kings en de overige acts op Daptone wordt uitsluitend gebruik gemaakt van analoge opnametechnieken.

## Verder verloop
100 Days 100 Nights bezorgde de band na zeven jaar de doorbraak; bij veel optredens werd het gespeeld als afsluiter, toegiften daargelaten. In 2019 werd onder de naam 100 Days 100 Nights Orchestra een postuum eerbetoon uitgebracht aan Sharon Jones (1956-2016) en andere stalgenoten zoals Charles Bradley (1948-2017). Het was tevens de honderdste single op Daptone.